# Anodontostoma selangkat
Anodontostoma selangkat е вид лъчеперка от семейство Селдови (Clupeidae).

## Разпространение и местообитание
Видът е разпространен в Индонезия, Папуа Нова Гвинея и Филипини.
Среща се на дълбочина около 1,5 m.

## Описание
На дължина достигат до 18 cm.